# Hauteville (Ardenes)
Hauteville és un municipi francès situat al departament de les Ardenes i a la regió del Gran Est. L'any 2017 tenia 108 habitants.

## Demografia
Habitants censats

## Poblacions més properes
El següent diagrama mostra les poblacions més properes.